# Салифу, Амиду
Амиду Салифу́ (англ. Amidu Salifu; 20 сентября 1992, Аккра) — ганский футболист, полузащитник клуба «Фиорентина», выступающий на правах аренды за клуб «Аль-Салмия».

## Карьера
Начинал карьеру в клубе «Хартс оф Оук». В 2010 году переехал в Италию, где стал играть в команде серии B «Виченца». Через год был приглашён в «Фиорентину». В её составе дебютировал в чемпионате Италии 23 апреля 2011 года, выйдя на замену на 90-й минуте вместо Адриана Муту. Это матч стал единственным для Салифу в сезоне 2010/11. Затем Амиду сыграл 14 матчей в сезоне 2011/12, а в июне 2012 года был отдан в аренду в «Катанию».